# Campionati svedesi di sci alpino 1995
I Campionati svedesi di sci alpino 1995 si svolsero a Sollefteå tra marzo e aprile. Il programma incluse gare di discesa libera, supergigante, slalom gigante, slalom speciale e combinata, sia maschili sia femminili.
Trattandosi di competizioni valide anche ai fini del punteggio FIS, vi parteciparono anche sciatori di altre federazioni, senza che questo consentisse loro di concorrere al titolo nazionale svedese.

## Risultati

### Uomini

#### Discesa libera
| Pos. | Atleta        | Nazione |
| ---- | ------------- | ------- |
| 1    | Patrik Järbyn | Svezia  |
| 2    | ?             | ?       |
| 3    | ?             | ?       |

#### Supergigante
| Pos. | Atleta        | Nazione |
| ---- | ------------- | ------- |
| 1    | Johan Wallner | Svezia  |
| 2    | ?             | ?       |
| 3    | ?             | ?       |

#### Slalom gigante
| Pos. | Atleta           | Nazione | Tempo   |
| ---- | ---------------- | ------- | ------- |
| 1    | Patrik Järbyn    | Svezia  | 2:01,02 |
| 2    | Fredrik Nyberg   | Svezia  | 2:01,10 |
| 3    | Johan Wallner    | Svezia  | 2:02,31 |
| 4    | Magnus Oja       | Svezia  | 2:02,33 |
| 5    | Emanuel Isaxon   | Svezia  | 2:02,35 |
| 6    | Anders Andersson | Svezia  | 2:02,45 |
| 7    | Per Klintberg    | Svezia  | 2:02,54 |
| 8    | Anders Wiggerud  | Svezia  | 2:03,02 |
| 9    | Andreas Ericsson | Svezia  | 2:03,17 |
| 10   | Emil Englund     | Svezia  | 2:03,27 |

Data: 30 marzo

#### Slalom speciale
| Pos. | Atleta           | Nazione   | Tempo   |
| ---- | ---------------- | --------- | ------- |
| 1    | Fredrik Nyberg   | Svezia    | 1:23,13 |
| 2    | Jesper Brugge    | Svezia    | 1:23,19 |
| 3    | Anders Andersson | Svezia    | 1:23,47 |
| 4    | Martin Hansson   | Svezia    | 1:23,48 |
| 5    | Johan Wallner    | Svezia    | 1:23,62 |
| 6    | Juha Järvi       | Finlandia | 1:23,99 |
| 7    | Fredrik Nyhlen   | Svezia    | 1:24,17 |
| 8    | Andreas Ericsson | Svezia    | 1:24,40 |
| 9    | Peter Lind       | Svezia    | 1:24,49 |
| 10   | Emil Englund     | Svezia    | 1:24,76 |
| 10   | Anders Wiggerud  | Svezia    | 1:24,76 |

Data: 1º aprile

#### Combinata
| Pos. | Atleta        | Nazione |
| ---- | ------------- | ------- |
| 1    | Johan Wallner | Svezia  |
| 2    | ?             | ?       |
| 3    | ?             | ?       |

### Donne

#### Discesa libera
| Pos. | Atleta          | Nazione |
| ---- | --------------- | ------- |
| 1    | Ulrika Nordberg | Svezia  |
| 2    | ?               | ?       |
| 3    | ?               | ?       |

#### Supergigante
| Pos. | Atleta          | Nazione |
| ---- | --------------- | ------- |
| 1    | Ingrid Helander | Svezia  |
| 2    | ?               | ?       |
| 3    | ?               | ?       |

#### Slalom gigante
| Pos. | Atleta              | Nazione | Tempo   |
| ---- | ------------------- | ------- | ------- |
| 1    | Ylva Nowén          | Svezia  | 2:10,54 |
| 2    | Sandra Hälldahl     | Svezia  | 2:11,78 |
| 3    | Erika Hansson       | Svezia  | 2:11,95 |
| 4    | Linda Ydeskog       | Svezia  | 2:12,17 |
| 5    | Ásta Halldórsdóttir | Islanda | 2:12,47 |
| 6    | Linda Olofsson      | Svezia  | 2:12,91 |
| 7    | Anna Ottosson       | Svezia  | 2:13,15 |
| 8    | Lotta Berglund      | Svezia  | 2:13,22 |
| 9    | Kristina Andersson  | Svezia  | 2:13,49 |
| 10   | Martina Fortkord    | Svezia  | 2:13,58 |

Data: 31 marzo

#### Slalom speciale
| Pos. | Atleta             | Nazione   | Tempo   |
| ---- | ------------------ | --------- | ------- |
| 1    | Ylva Nowén         | Svezia    | 1:38,69 |
| 2    | Kristina Andersson | Svezia    | 1:39,13 |
| 3    | Erika Hansson      | Svezia    | 1:40,59 |
| 4    | Titti Rodling      | Svezia    | 1:41,48 |
| 5    | Petra Olamo        | Finlandia | 1:42,29 |
| 6    | Lotta Berglund     | Svezia    | 1:42,44 |
| 7    | Ulrika Nordberg    | Svezia    | 1:43,44 |
| 8    | Åsa Kjellberg      | Svezia    | 1:44,03 |
| 9    | Janette Hargin     | Svezia    | 1:44,63 |
| 10   | Tine Kongsholm     | Svezia    | 1:45,28 |

Data: 1º aprile

#### Combinata
| Pos. | Atleta     | Nazione |
| ---- | ---------- | ------- |
| 1    | Ylva Nowén | Svezia  |
| 2    | ?          | ?       |
| 3    | ?          | ?       |